# Salon de Mercure
Le salon de Mercure (ou chambre du Lit) est une pièce du château de Versailles, tenant son nom du plafond de Jean-Baptiste de Champaigne représentant Mercure, dieu de la mythologie romaine, sur son char.
Le salon communique à l'ouest avec le salon d'Apollon et à l'est avec le salon de Mars.

## Localisation
Le salon de Mercure est situé au premier étage du château de Versailles, dans les Grands appartements du Roi. Il est contigu aux salons de Mars et d'Apollon.

## Histoire
Le salon de Mercure qui devait servir d'antichambre, a fait office dès l'installation du roi et de la cour à Versailles en 1682 de chambre d'apparat, Louis XIV préférant dormir dans ses petits appartements. Cette chambre de parade conserve néanmoins la dénomination de « chambre de lit ».
Cette pièce n'a servi que trois fois pour dormir : en 1685 pour le mariage du duc de Bourbon, quelque temps par Louis XIV lors de la réfection de sa chambre et lors de la proclamation du duc d’Anjou comme roi d’Espagne en 1700. 
Le salon de Mercure est restauré en 2011 -2012, grâce au mécénat de la société Martell & Co. En 2011, les décors peints et sculptés du plafond du salon de Mercure sont restaurés et en 2012 le salon est remeublé (lit, siège « ployant », torchères, fauteuils au piètement en bois sculpté et doré,  guéridon « porte-girandole ») : le 25 octobre 2012, après plus d’une année de chantier, ce salon de Mercure restauré est inauguré.

## Décorations

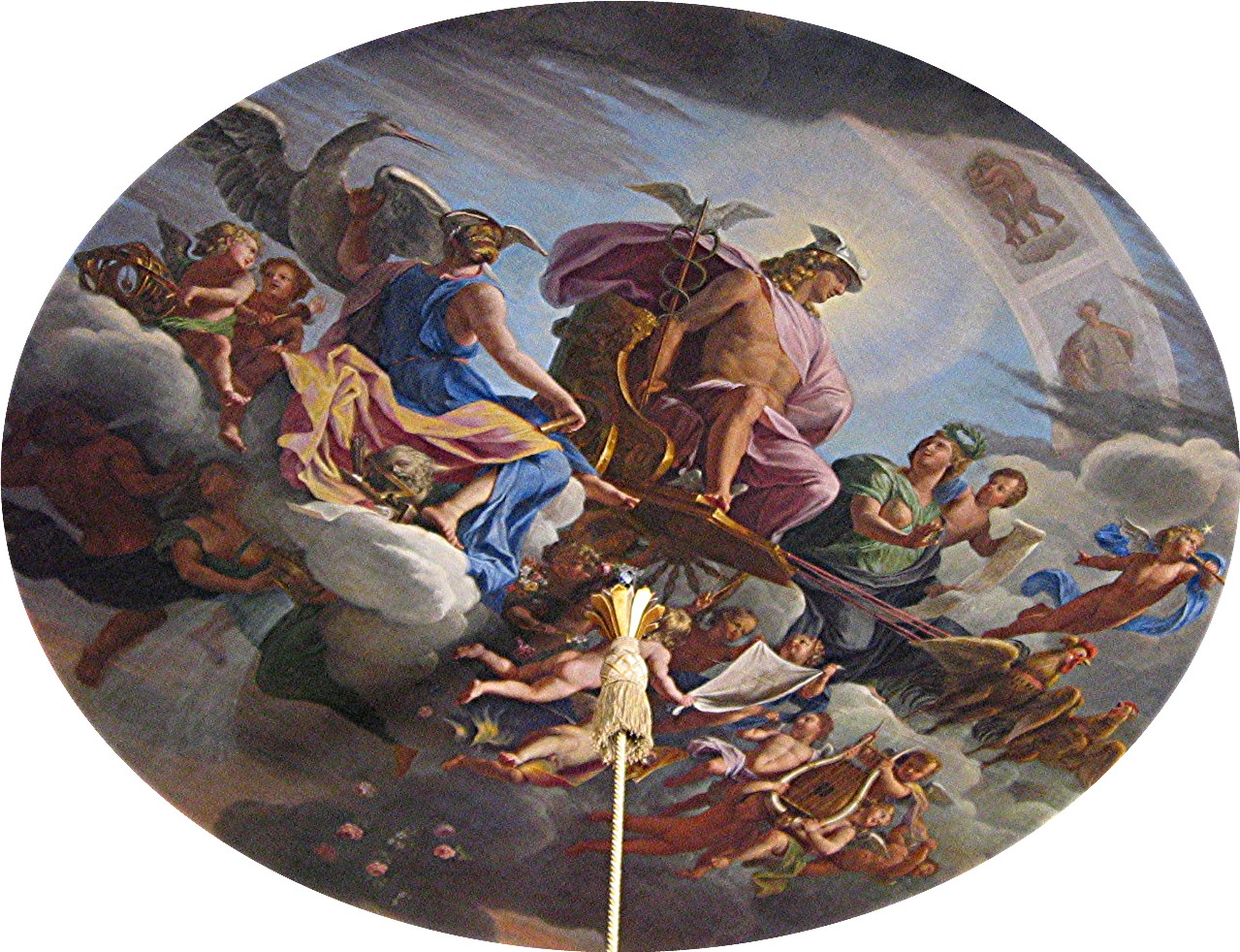
Peinture du plafond, Mercure sur son char.

### Mobilier et peintures
Le lit sur une estrade, actuellement visible en face des fenêtres, est un lit à la duchesse, commandé par Louis-Philippe en 1833, placé dans le salon de Mercure en décembre 1998. Depuis le remeublement en 2012, ce lit est doté d’un entour en « gros de Tours » orné d’une passementerie de franges d’or. Une balustrade en argent massif d'une tonne encadrait le lit. Elle a été fondue avec le reste de l'argenterie (miroirs, cassolettes — énormes brûle-parfums — de Claude Ballin, chenets et lustres d’argent massif ciselés par les orfèvres des Gobelins) pour remplir les caisses du Royaume en 1689 afin de financer la guerre de la Ligue d’Augsbourg.
Dans un angle est placée la pendule à automates offerte à Louis XIV en 1706. Le mécanisme a été réalisé par Antoine Morand.
La commode réalisée par André-Charles Boulle en 1709, provient de la chambre du Roi du Trianon.
Sur les murs couverts de tentures, grand damas à palmes rouge cramoisi retissé spécialement par la manufacture Prelle à Lyon, se trouvent deux tableaux :
- Un portrait de Louis XV de Hyacinthe Rigaud datant de 1730, à l'est
- Un portrait de Marie Leszczinska par Louis Tocqué datant de 1740, à l'ouest.

Au-dessus de chaque porte, d'autres peintures sont visibles. Elles proviennent du château de Meudon :
- Acis et Galatée de Michel Corneille[Lequel ?],
- Apollon et Daphné de Antoine Coypel.

### Le plafond

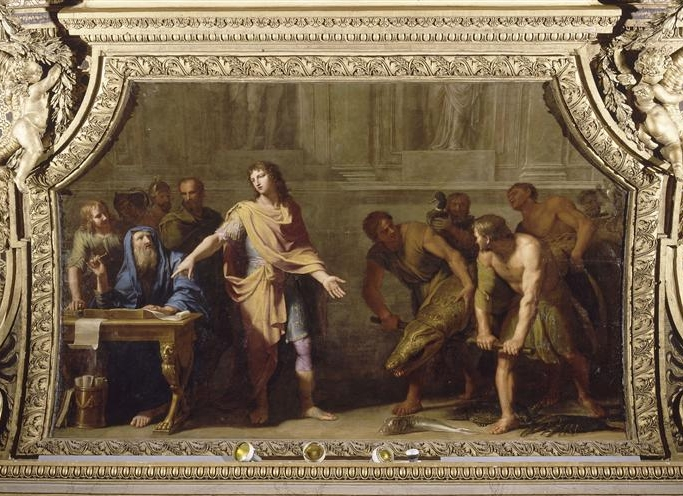
Voussure nord : Alexandre le Grand faisant porter à Aristote divers animaux étrangers afin qu'il écrive son Histoire naturelle.

Le plafond est une peinture de Jean-Baptiste de Champaigne chargé sous Louis XIV de décorer le salon de Mercure. La partie centrale représente Mercure sur un char tiré par deux coqs. La Vigilance qui tient une grue ainsi que les Amours qui représentent les Arts et la Science l'accompagnent. L'Étoile du matin, représentée par un Amour tenant une trompette et ayant une étoile sur la tête, précède le char.
Les voussures représentent au nord Alexandre le Grand faisant porter à Aristote divers animaux étrangers afin qu'il écrive son Histoire naturelle, à l'est Alexandre le Grand recevant l'annonce de la mort du philosophe gymnosophiste indien Calanos s'étant immolé par le feu (vers 1672), au sud Ptolémée II Philadelphe s'entretenant avec des savants juifs et se faisant expliquer la bible des Septante dans la bibliothèque d'Alexandrie et enfin L'empereur Auguste recevant une ambassade d'Indiens lui offrant, entre autres, des tigres, bêtes encore inconnues des Romains à l'ouest.
Les stucs du plafond sont l'œuvre des frères Marsy.
Lors de la restauration en 2011, les corniches sont redorées en plein avec restitution des fleurs de lys.